# Wesmaelius saudiarabicus
Wesmaelius saudiarabicus är en insektsart som beskrevs av Hölzel 1988. Wesmaelius saudiarabicus ingår i släktet Wesmaelius och familjen florsländor. Inga underarter finns listade i Catalogue of Life.